# Ystads IF
L'Ystads IF è una squadra di pallamano maschile svedese con sede a Ystad.

È stata fondata nel 1908.

## Palmarès

### Titoli nazionali
- Campionato svedese di pallamano maschile: 4

1975-76, 1991-92, 2021-22, 2024-25
- Coppa di Svezia di pallamano maschile: 2

2023-24, 2024-25